# (14543) Sajigawasuiseki
(14543) Sajigawasuiseki (1997 SF11) – planetoida z pasa głównego asteroid okrążająca Słońce w ciągu 5,46 lat w średniej odległości 3,1 j.a. Odkryta 28 września 1997 roku.